# Auguste Bachelin
Pour les articles homonymes, voir Bachelin.
Auguste Bachelin est un peintre, illustrateur, critique d'art, historien et romancier suisse, d'origine neuchâteloise. Il est né à Neuchâtel le 30 septembre 1830 et est mort à Berne le 3 août 1890. Il a surtout travaillé la peinture de genre et la peinture de paysage. 

## Biographie

### Formation
Fils d'un menuisier, Auguste Bachelin entreprend des études artistiques chez le peintre Louis Wallingre à Saint-Blaise. Il y rencontre le peintre suisse Albert Anker avec lequel il se lie d'amitié. Afin de se perfectionner dans son art, il se rend à Paris en 1850 et entre dans l'atelier d'un compatriote, le peintre orientaliste Charles Gleyre. Deux ans plus tard, il fréquente Thomas Couture, peintre d'histoire français, qui l'influence tout particulièrement, lui faisant découvrir la couleur. Mais il s'exerce également à la peinture de genre, aux paysages et travaille l'art du portrait. Durant son séjour parisien, il participe régulièrement au Salon et à celui qu'organise la Société des amis des arts de Neuchâtel.

### Carrière

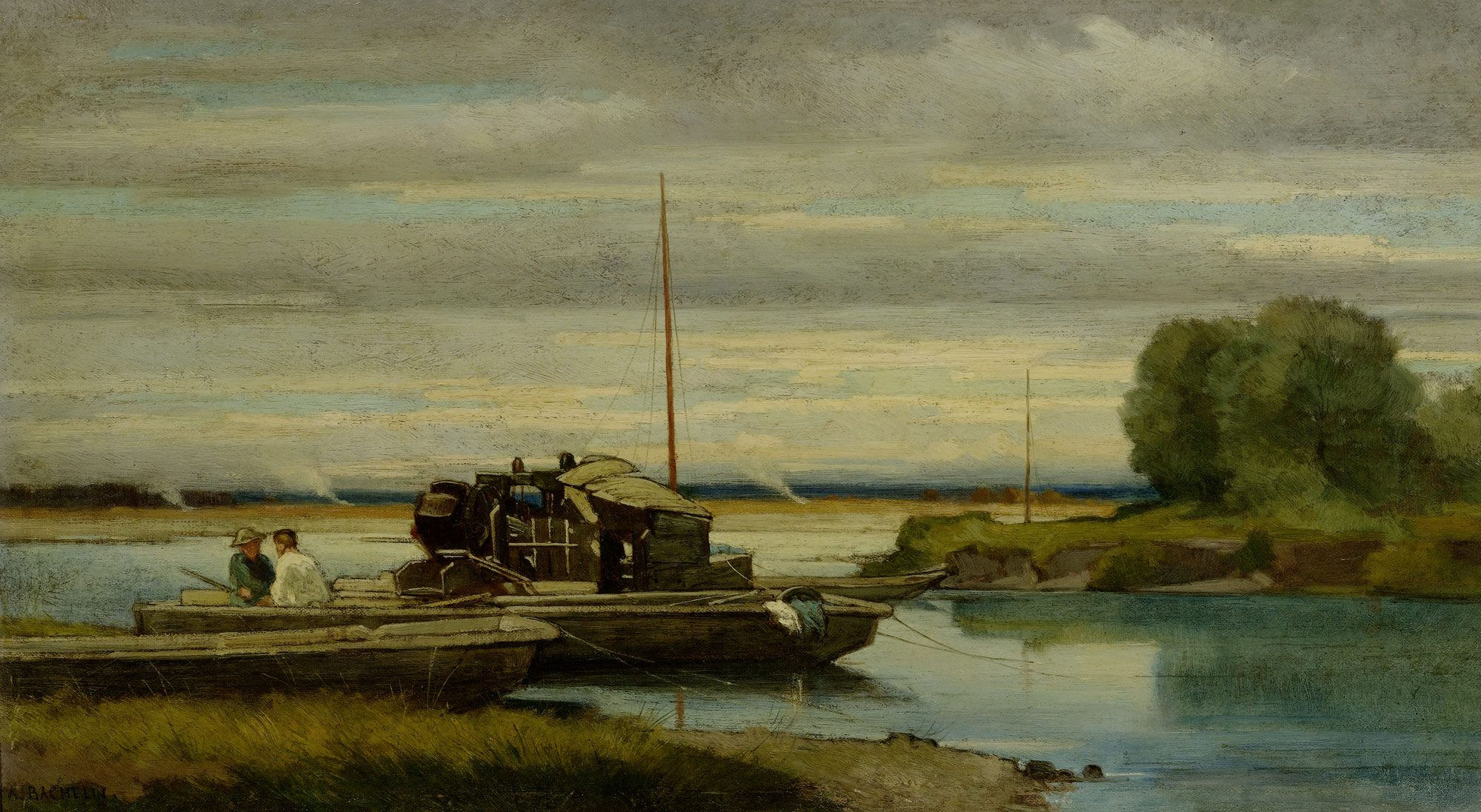
Auguste Bachelin, bateau sur la Thièle, non daté

Il accomplit d'ailleurs de fréquents voyages dans son pays d'origine, partageant son temps entre Paris et son atelier de Marin. Marié en 1874 à Marie-Joséphine Combe, de Boulogne-sur-Seine (F), il revient s'installer en Suisse. Ses occupations se diversifient. Il s'implique activement dans la vie politique locale et dans les activités culturelles, comme membre de la Société d'histoire et d'archéologie de Neuchâtel, dont il est l'un des fondateurs en 1864. Il publie assidûment des articles qu'il illustre lui-même dans le Musée neuchâtelois, la revue de la société d'histoire neuchâteloise. Son goût pour l'écriture le pousse vers la critique d'art. Il publie de nombreux articles sur la collection du Musée d'art et d'histoire de Neuchâtel, créée en 1868, et contribue à son rayonnement. Auguste Bachelin est d'ailleurs, aux côtés d'Alfred Godet, à l'origine de la fondation du musée en 1885. Dans ses textes, il s'exprime sur la spontanéité de la couleur, met en évidence la peinture d'histoire ou détriment des autres genres et discute de la prévalence d'un art suisse national. 

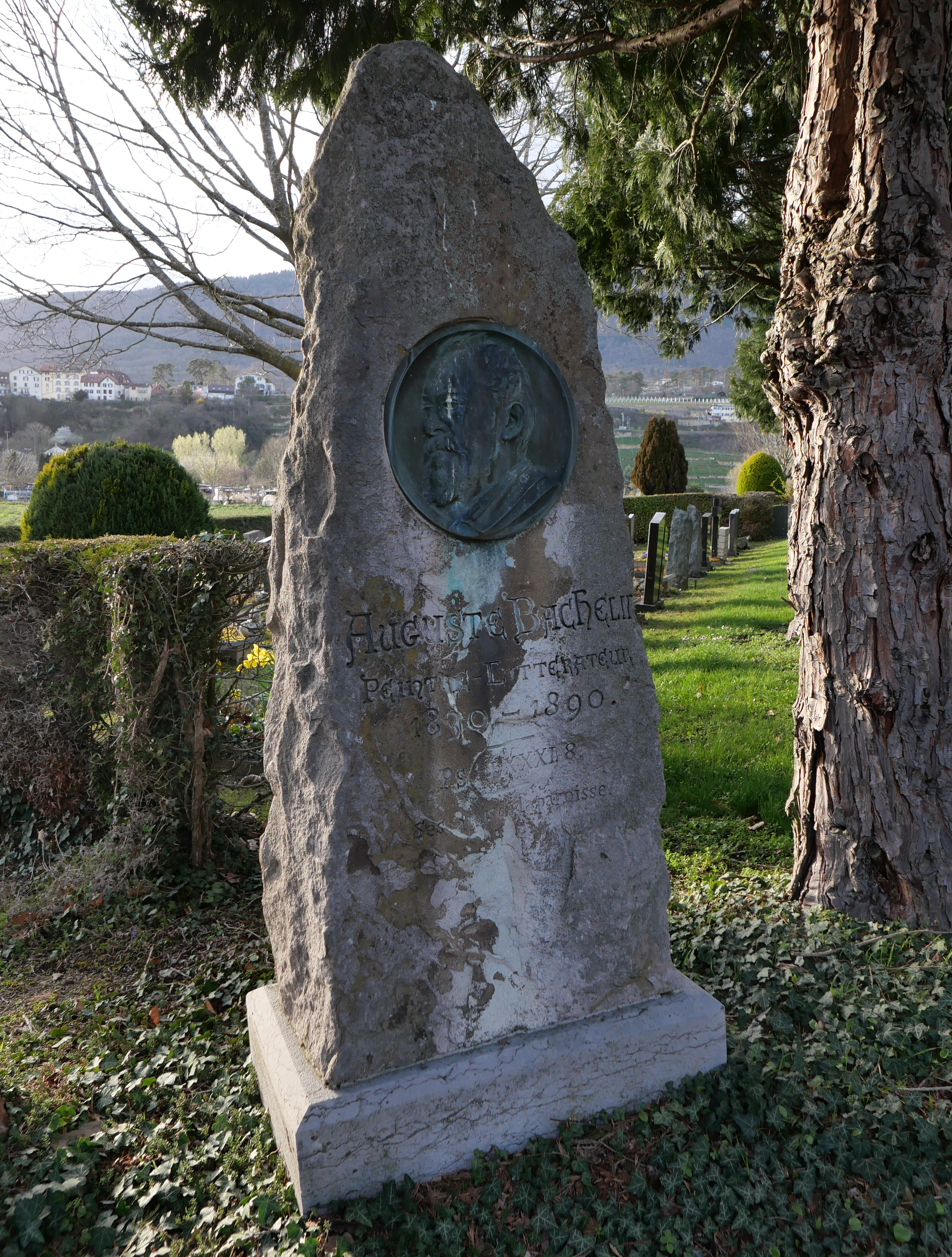
le pierre tombale de Bachelin au Cimetière des Epinettes à Saint-Blaise.

Durant sa carrière de peintre, Auguste Bachelin a exécuté de nombreux tableaux figurant des soldats. C'est d'ailleurs dans ce registre qu'il reste le plus connu. En particulier, il a réalisé deux albums montrant l'arrivée en Suisse de l'armée du général Bourbaki en 1871, intitulés Aux frontières : neutralité, humanité, 1870-1871 : notes et croquis (1871) et L'armée de l'Est en Suisse : notes et croquis (1872). Il est l'auteur de plusieurs romans historiques La Marquise (1878), Jean-Louis (1882) et Sarah Wemyss (1890), et d'études historiques dont Iconographie neuchâteloise (1878) et L'horlogerie neuchâteloise (1888).
En 1871 sa sœur, Rose Bachelin, épouse le peintre et illustrateur alsacien expatrié à Neuchâtel, Théophile Schuler.

## Galerie d'œuvres

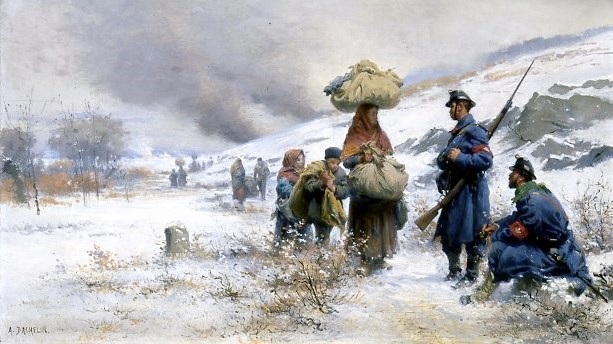
Auguste Bachelin, Les Fugitifs, vers 1882, Musée des beaux-arts de La Chaux-de-Fonds
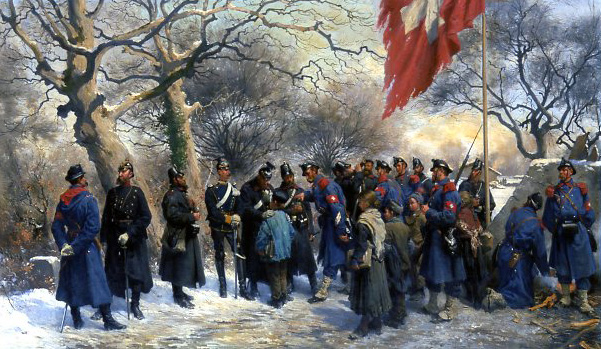
Auguste Bachelin, Fraternité militaire, suisses et prussiens, 1870, Musée des beaux-arts de La Chaux-de-Fonds
Auguste Bachelin, Faucheurs des Alpes, non daté (1863-1864), Musée des beaux-arts de La Chaux-de-Fonds
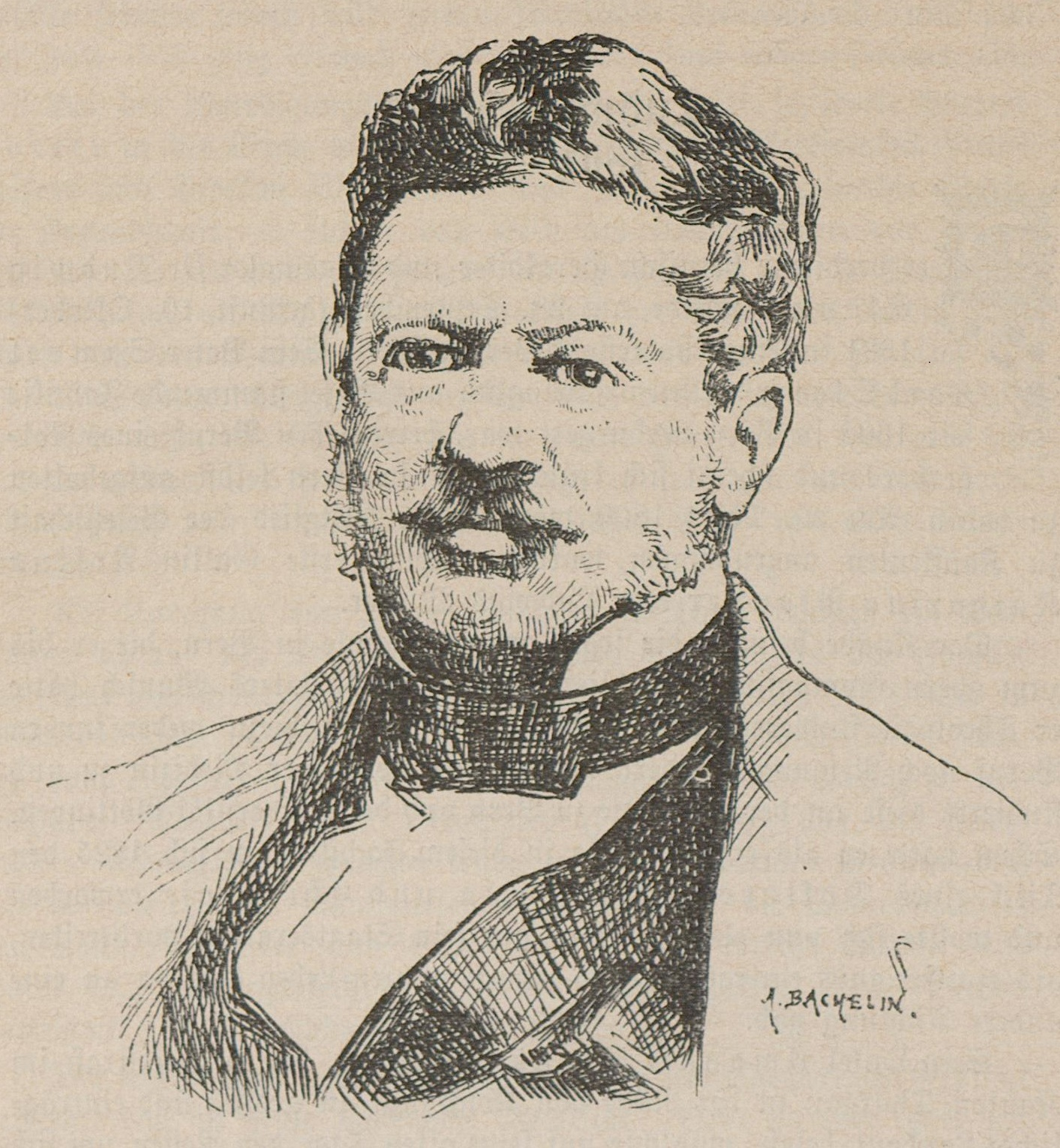
Portrait du peintre sur verre, héraldiste et restaurateur Ludwig Stantz, provenant du livre Sammlung bernischer Biographien (1898).

## Prix Bachelin
Un Prix Bachelin est décerné chaque année depuis 1950 à un lauréat neuchâtelois par la Société d’histoire et d’archéologie du canton de Neuchâtel  dans l'un des trois domaines dans lesquels Augustin Bachelin s'était illustré : histoire, littérature et beaux arts (un prix tous les trois ans dans chaque domaine),.

## Pour approfondir